# Clausena sanki
Clausena sanki là một loài thực vật có hoa trong họ Cửu lý hương. Loài này được (Perr.) Molino mô tả khoa học đầu tiên năm 1994.